# Ослободилачки фронт Словеније
Ослободилачки фронт Словеније (словен. Osvobodilna fronta) била је словеначка организација за време Народноослободилачке борбе, која је окупљала већину словеначких антифашистичких странака и организација у борби против окупатора и домаћих квислинга. Освободилна фронта основана је 27. априла 1941. и као таква је деловала све до 27. априла 1953. када је постала републички огранак Социјалистичког савеза радног народа Југославије, односно Социјалистички савез радног народа Словеније.

## Оснивање Освободилне фронте и почетак устанка
Априла 1941. године, грађанске странке су потпуно затајиле приликом окупације Југославије и поделе словеначких земаља на немачку и италијанску окупациону зону. Комунистичка партија Словеније је за то време развила снажну агитацију за добровољце, а 27. априла њен је Централни комитет у вили Јосипа Видмара у Рожној долини основао Освободилну фронту уз помоћ својих савезника још из времена Народног фронта, хришћанских социјалиста, левог крила у Соколу и представника напредне словначке културе. Представници КП Словеније су били Борис Кидрич, Алеш Беблер и Борис Зихерл, хришћанских социјалиста Тоне Фајфар, Сокола Јосип Рус, а представници културних радника Јосип Видмар, Франце Штурм и Фердо Козак.
У почетку је ОФ носила име Антиимперијалистички фронт због тадашње политике Совјетског Савеза према Немачкој. Нападом Немачке на СССР преименована је у Освободилну фронту. Тако је ОФ ујединила народ поцепан на три традиционалне политичке странке (клерикална, либерална и социјалдемократска) и настојала да га укључи у бескомпромисну борбу против окупатора.
Унутар ОФ укупно је деловало петнаест организација, међу којима и:
- Комунистичка партија Словеније (оснивач)
- Хришћански социјалисти (оснивач)
- Народни демократи - Соколови (оснивач)
- Скупина културњака (оснивач)
- Удружење сеоских младића и девојака
- Стара правда (касније искључена)
- „Скупина мнистара“ (министри југословенске краљевске владе)
- „Чошева скупина“ (студенти Љубљанског универзитета)
- Савез инжењера
- Савез словеначке омладине
- Југословенски савез жена (касније искључен)
- Антифашистички фронт жена Словеније (прикључен после рата)
- Народна омладина Словеније (прикључена после рата)
- Јединствени синдикати (прикључени после рата)

После немачког напада на Совјетски Савез, јуна 1941. године, Централни комитет КП Словеније појачао је припреме за оружану борбу, која је требало да добије облик општег народног устанка. Тако су већ средином јула почеле организоване борбе против окупатора, иако је званични дан устанка народа Словеније био 22. јуна. Нарочита борбена активност била је развијена у италијанској „Љубљанској покрајини“.
Карактеристично за Љубљану и покрајину било је брзо прерастање Освободилне фронте из општесловеначког ослободилачког покрета у све хомогенију целину са Врховним пленумом ОФ и његовим извршним органом, Извршним одбором ОФ (ИООФ) на челу, који је представљао орган новостваране народне власти. ИООФ је основан 28. јула 1941. године, а његови чланови су били Борис Кидрич, Едвард Кардељ, Тоне Фајфар, Јосип Рус и Јосип Видмар. Августа 1941, ИООФ-у су придружени Едвард Коцбек и Франце Лубеј, а 12. јануара 1943. Маријан Брецељ и Зоран Полич.
Већ новембра 1941. године било је само у Љубљани 188 теренских одбора ОФ, децембра 240, а јануара 1942. чак 433. Други масовни борбени облик ОФ била је Народна заштита (НЗ), која је укључивала више од 2.000 илегалних бораца, организованих у водове, чете и батаљоне. ОФ је од свог настанка издавала свој редовни орган „Словенски порочевалец“, а имала је и илегалну емисиону радио-станицу.

## Јачање Освободилне фронте
Војна ситуација зими са 1941. на 1942. годину није била повољна ради разбијања првих партизанских јединица, но упркос томе расла је снага ОФ, а у њеним органима јачали су све више органи народне власти. Врховни пленум ОФ се већ на свом трећем заседању, септембра 1941. године, конституисао у Словеначки народноослободилачки одбор (СНОО). У тој функцији он је донео прве четири револуционарне одлуке:
- одлуку о укључењу словеначких партизанских чета у народноослободилачке партизанске одреде Југославије
- одлуку о заштити словеначке нације у борби за ослобођење и уједињење
- одлуку о увођењу народног пореза
- одлуку о расписивању зајма слободе

Октобра 1941. годиње СНОО је добио своју прву потврду, и то на избору делегата окружних одбора ОФ из Љубљанске покрајине. На преласку из 1941. на 1942. годину, биле су дефинитивно формулисане и прагматске „Темељне точке ОФ“:
- борба против окупатора, која је уједно и борба за уједињење свих Словенаца
- непризнавање комадања Југославије
- слога и јединство југословенских и свих словенских народа под вођством руског народа, а на темељу права сваке нације на самоодређење
- борба словеначких народних маса за национална и људска права
- лојалност свих група која сарађују у ОФ
- после ослобођења ће на словеначкој територији власт преузети ОФ у целости и увести доследну народну демократију
- питања која прелазе оквир НОБ-а решават ће се после ослобођења на доследан народнодемократски начин
- у складу с Атлантском повељом, после националног ослобођења одлучиваће о унутрашњем уређењу уједињене Словеније и о својим иностраним односима словеначки народ сам, а ОФ ће његово елементарно право заступати и бранити свим средствима
- народна војска на словеначкој територији израста из словеначки народноослободилачких чета и Народне заштите, где су позвани сви свесни Словенци

Едвард Кардељ је марта 1942. године јављао Јосипу Брозу Титу да је „ОФ стварна власт, не само у пропагандистичком смислу, него права власт у самој Љубљани“.

## Учвршћење јединства ОФ и капитулација Италије
Крајем фебруара 1943. године, после дугих дискусија међу оснивачким групама, у ИООФ-у је била усвојена Изјава трију оснивачких група, познатија под именом Доломитска изјава, у којој су се соколска и хришћанскосоцијалистичка група одрекле за будућност организовања сопствене странке и било какве политичке групације, те су поновно признале КП Словеније авангардну улогу у ОФ. Тиме је Освободилној фpонти био одузет и формални облик „коалиције“, што је још више учврстило њено јединство.
Капитулацијом Италије 8. септембра 1943. године, концентрација 14. и 15. дивизије омогућила је Главном штабу НОВ и ПО Словеније двоструку победу: разоружање италијанске војске и војни обрачун с белом и плавом гардом. Љубљанска покрајина била је ослобођена готово у целости, а исто тако и Приморска. Прва знaчајна мера ИООФ била је наредба о општој мобилизацији (од 17 до 45 година), а друга расписивање избора за Збор делегата словеначког народа. Као што је и раније, тако је и сада ОФ преузела сву власт на ослобођеној територији. Када се после капитулације Италије очигледније приближавао крај рата и када су због велике ослобођене територије били могући демократски избори за највише словеначко представничко тело, тј. за Врховни пленум ОФ (СНОО), бирачи су (мушкарци и жене с навршеном 17. годином) до краја септембра изабрали у читавој Словенији више од 500 делегата за поменути Збор. За административне послове на ослобођеној територији ИООФ је у то време основао Управну комисију, која је са својим одсецима (за финансије, индустрију, просвету, итд.) у кратко време обавила велики посао.
У посебном прогласу Врхновни пленум ОФ је средином септембра прикључио Словеначко приморје Уједињеној Словенији у слободној Југославији и тиме потврдио вољу приморског становништва, које се после капитуалције Италије дигло на устанак и основало свој највиши орган власти, Народноослободилачко веће (Народноосвободилни свет). Од 1. до 3. октобра је у Кочевју заседао изабрани Збор делегата словеначког народа, који је изабрао 120 чланова за Врховни пленум (СНОО) и 10 чланова ИООФ (председништво СНОО-а) те наредио мобилизацију све живе снаге и материјалних добара за победу над немачким окупатором. Убрзо је уследила немачка офанзива која је успоставила власт над бившим италијанским окупационим зонама, али НОП у Словенији није био поражен.
У складу с одлукама Другог заседања АВНОЈ-а, ударени су темељи словеначке државности у оквиру Демократске Федеративне Југославије на Првом заседању СНОО-а (Врховног пленума) у Чрномљу, 19. и 20. фебруара 1944. године. СНОО је променио име у Словеначки народноослободилачки савет (СНОС) и прогласио се највишим словеначким представничким органом (Скупштином).

## Деловање Ослободилачког фронта после рата
Ослободилачки фронт је наставио деловати и после Другог светског рата под истим именом. Први конгрес Ослободилачког фронта одржан је 15. и 16. јула 1945. и на њему је потврђен програм деловања у држави и привреди. На конгресу Народног фронта Југославије у Београду, одржаном од 5. до 7. августа 1945, Ослободилачки фронт је постао његов саставни део.
На Другом конгресу Ослободилачког фронта, одржаном од 26. и 28. априла 1948. у Љубљани, задатак ОФ био је мобилизација чланова за учествовање у првој петољетки и осигурати деловање организације на терену. Трећи конгрес ОФ одржан је на десету годишњицу оснивања, од 26. до 28. априла 1951. у Љубљани. На њему је ОФ прихватила провођење идеје радничког самоуправљања и развој социјалистичке демократије. ОФ је тада имала 676.500 чланова у 3.560 локалних организација.
Фебруара 1953. године, на Четвртом конгресу Народног фронта извршена је реформа структуре и преименовање у Социјалистички савез радног народа Југославије. Освободилна фронта, која је деловала у склопу НФЈ, априла исте године преименована је у Социјалистички савез радног народа Словеније.